# 约瑟普·皮瓦里奇
约瑟普·皮瓦里奇（1989年1月30日—）是一位克羅地亞足球運動員。在場上的位置是左後衛。他現在效力於烏克蘭足球超級聯賽球隊基輔戴拿模
。他也代表克羅地亞國家足球隊參賽。

## 榮譽

### 國家隊
克羅埃西亞
- 國際足協世界盃亞軍：2018年

### 個人
- 布拉尼米爾大公勳章：2018年